# Jessie Hodges
Jessie Hodges (19 oktober 1996) is een Nieuw-Zeelandse baan- en wegwielrenster. Hodges won de ploegenachtervolging op de Oceanische kampioenschappen baanwielrennen in 2019.

## Belangrijkste Resultaten

### Baanwielrennen
| Jaar  | NK                                                           | OK                                               | WK    | Overig                            |
| Elite | Elite                                                        | Elite                                            | Elite | Elite                             |
| ----- | ------------------------------------------------------------ | ------------------------------------------------ | ----- | --------------------------------- |
| 2017  | koppelkoers                                                  |                                                  |       |                                   |
| 2018  | koppelkoers · achtervolging · puntenkoers · scratch · keirin | ploegenachtervolging · puntenkoers · koppelkoers |       |                                   |
| 2019  | koppelkoers · ploegenachtervolging · scratch                 | ploegenachtervolging · puntenkoers · koppelkoers |       | WB Hongkong: ploegenachtervolging |
| 2020  | omnium · koppelkoers                                         |                                                  |       |                                   |